# Series 1900
ICL 1900 – seria komputerów średniej mocy obliczeniowej angielskiej firmy ICL.